# Pleasanton (Iowa)
Pleasanton è un comune degli Stati Uniti d'America, situato nello Stato dell'Iowa, nella contea di Decatur.